# Ehrharta longiflora
Ehrharta longiflora är en gräsart som beskrevs av James Edward Smith. Enligt Catalogue of Life ingår Ehrharta longiflora i släktet Ehrharta och familjen gräs, men enligt Dyntaxa är tillhörigheten istället släktet Ehrharta och familjen gräs. Arten förekommer tillfälligt i Sverige, men reproducerar sig inte. Inga underarter finns listade i Catalogue of Life.